# Mai Hải Anh
Mai Hải Anh (sinh ngày 20 tháng 9 năm 1987) là một Hoa khôi, diễn viên, ca sĩ người Việt Nam.

## Sự nghiệp
Cô từng đoạt giải "Ứng xử hay nhất" kèm danh hiệu Hoa khôi Khánh Hòa 2006. Một năm sau đó, cô tiếp tục giành giải "Người có thân hình đẹp nhất" tại cuộc thi Hoa hậu các dân tộc Việt Nam 2007.
Sau khi hoàn tất chương trình học khoa Kinh tế tại trường Đại học Nha Trang, cô vào Thành phố Hồ Chí Minh theo đuổi môn nghệ thuật thứ 7, trong vòng 2 năm cô nhận được khá nhiều sự ưu ái của khán giả với các vai chính trong các bộ phim Vòng tay ấm, Tình ca phố, Cô nàng bướng bỉnh, Đồng tiền muôn mặt.
Tháng 8 năm 2011 cô vướng vào scandal chụp hình khỏa thân từ năm 17 tuổi, nhưng cô phủ nhận độ tuổi của mình khi thực hiện những bức hình nghệ thuật đó không phải ở tuổi 17.
Tháng 2 năm 2012 cô lại vướng vào scandal ảnh nude vì biển và vấp phải sự phản đối của đa phần khán giả. Nhưng cũng có nhiều ý kiến cho rằng cô chỉ là nạn nhân của những chiêu trò PR trên các tờ báo lá cải.
Song song với việc đóng phim, Mai Hải Anh cũng nỗ lực luyện thanh, vũ đạo và thu âm album đầu tay theo phong cách R&B, Pop Ballad với sự giúp sức của nhạc sĩ trẻ Đặng Thái Nguyên từng theo học và làm việc tại Singapore.

## Danh hiệu
- Hoa khôi Khánh Hòa 2006
- Người Đẹp Hoa Hồng Việt Nam 2007
- Top 10 nữ diễn viên chính xuất sắc nhất HTV Awards 2011

## Phim đã tham gia
| Năm  | Tựa Phim                | Vai diễn | Kênh   |
| ---- | ----------------------- | -------- | ------ |
| 2010 | Vòng tay ấm             |          | HTV7   |
| 2010 | Chuyện tình mùa thu     |          | HTV7   |
| 2010 | Tình ca phố             |          | HTV7   |
| 2010 | Cô nàng bướng bỉnh      | Mỹ Hà    | HTV7   |
| 2010 | Món nợ miền đông        |          | VTV1   |
| 2011 | Đồng tiền muôn mặt      | Trân     | HTV9   |
| 2012 | Câu chuyện cuối mùa thu |          | HTV7   |
| 2012 | Khi người quay lưng     |          | THVL1  |
| 2014 | Vết sẹo                 |          | HTV7   |
| 2015 | Ông trùm                | Tiên     | THVL1  |
| 2016 | Cưới chồng cho vợ       |          | HTV7   |
| 2018 | Mật mã hoa hồng vàng    |          | THVL1  |
| 2018 | Mỹ nhân Sài Thành       | Ái Liên  | VTV1   |
| 2018 | Không cần soái ca       |          | SCTV14 |
| 2019 | Một chàng ba nàng       |          | SCTV14 |